# Tresa Hughes
Tresa Hughes (Washington D.C., 17 september 1929 – New York, 24 juli 2011) was een Amerikaanse televisie- en theateractrice.

## Biografie
Hughes werd geboren in Washington D.C. maar groeide op in Baltimore, Maryland. Zij volgde een opleiding aan het Maryland Art Institute. Hierna vervolgde zij haar studie aan de Johns Hopkins University in Baltimore, de George Washington University in Washington D.C. en de Wayne State University in Detroit.
Hughes begon in 1959 met acteren in het theater op Broadway in het toneelstuk The Miracle Worker. Hierna speelde zij rollen in diverse grote en kleinere producties. Zij werd in 1961 genomineerd voor een Tony Award voor haar rol in The Devil's Advocate.
Hughes begon in 1960 met acteren voor televisie in de film The Stone Boy. Hierna speelde zij rollen in films en televisieseries als The Hospital (1971), Another World (1976-1979), Ryan's Hope (1977), Fame (1980), Don Juan DeMarco (1994) en Ed (2001-2002). In 2002 stopte zij met acteren om van haar rust te genieten.
Hughes was getrouwd maar is later gescheiden.

## Filmografie

### Films
- 1999 - A Fish in the Bathtub – als Ida
- 1996 - Dirty Laundry – als Betty Greene
- 1994 - Don Juan DeMarco – als oma DeMarco
- 1993 - Skylark – als Matty Wheaton
- 1992 - Last Wish – als Shany
- 1991 - A Marriage: Georgia O'Keeffe and Alfred Stieglitz – als Selma Stieglitz
- 1986 - Intimate Strangers – als Meriam Bierston
- 1985 - Bad Medicine – als dr. Elisabeth Marx
- 1980 - Fame – als mrs. Finsecker
- 1978 - Daddy, I Don't Like It Like This – als Zuster Theresa
- 1978 - Coming Home – als verpleegster Degroot
- 1977 - The Sentinel – als Rebecca Stinnett
- 1975 - First Ladies Diaries: Rachel Jackson – als mrs. Donelson
- 1973 - Summer Wishes, Winter Dreams – als Betty Goody
- 1973 - Lolly-Madonna XXX – als Elspeth Gutshall
- 1971 - The Hospital – als mrs. Donovan
- 1960 - The Stone Boy – als moeder

### Televisieseries
Uitgezonderd eenmalige gastrollen.
- 2001-2002 - Ed – als Rechter – 2 afl.
- 1977 - Ryan's Hope – als verpleegster Dumfrey – 3 afl.
- 1976-1979 - Another World – als Emma Frame Ordway - 3 afl.
- 1958 - From These Roots – als Rose Carelli Fraser

## Theaterwerk op Broadway
- 1989 - Cafe Crown – als mrs. Perlman
- 1981 - The Floating Light Bulb – als Enid Pollack
- 1981 - Lolita – als Charlotte
- 1980 - The American Clock – als Rose Baum
- 1978 - Tribute – als dr. Gladys Petrelli
- 1977 - Golda – als Golda Meir
- 1971 - The Prisoner of Second Avenue – als Jessie
- 1970 - Beggar on Horseback – als mrs. Cady
- 1968 - The Man in the Glass Room – als mrs. Lehmann
- 1967 - Spofford – als Mare
- 1964 - The Last Analysis – als Bella
- 1963 - The Advocate – als Rosa Sacco
- 1963 - Dear Me, The Sky is Falling – als Mildred
- 1961 - The Devil's Advocate – als Nina Sanduzzi
- 1959 - The Miracle Worker – als Annie Sullivan